# Malta na Letnich Igrzyskach Olimpijskich 1948
Maltę na Letnich Igrzyskach Olimpijskich 1948 reprezentował jeden zawodnik. Był to trzeci występ reprezentacji Malty na letnich igrzyskach.

## Lekkoatletyka
Mężczyźni
| Zawodnik      | Konkurencja            | Eliminacje | Eliminacje | Ćwierćfinał | Ćwierćfinał | Półfinał | Półfinał | Finał | Finał   |
| Zawodnik      | Konkurencja            | Wynik      | Miejsce    | Wynik       | Miejsce     | Wynik    | Miejsce  | Wynik | Miejsce |
| ------------- | ---------------------- | ---------- | ---------- | ----------- | ----------- | -------- | -------- | ----- | ------- |
| Nestor Jacono | bieg na 100 m mężczyzn |            | 5.         | NQ          | NQ          | NQ       | NQ       | NQ    | NQ      |